# Пять копеек

5 копеек

Пя́ть копе́ек, пятикопе́ечная моне́та, пята́к, пятикопеечник, десять денег — традиционный номинал русской денежной системы. Медная монета учреждена указами Петра I от 28 июня и 28 июля 1723 года ценностью в 5 копеек.

## История

### Дореволюционное время

#### Чеканка из серебра

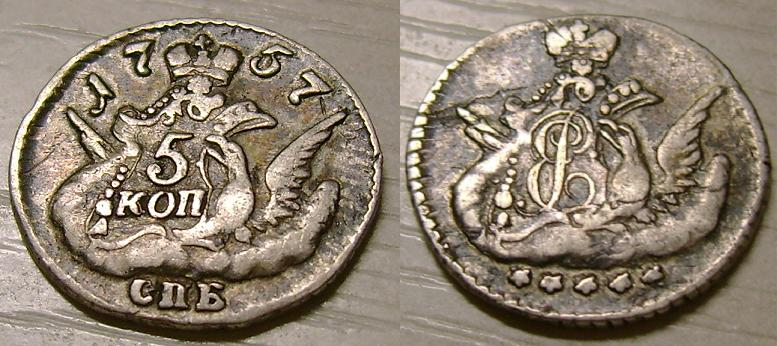
5 копеек 1757 г. (серебро, вес 1,21 грамм)

Первая серебряная монета ценностью в 5 копеек, начала чеканиться в 1701 году под номиналом десять денег, монета имела довольно высокую 770 пробу содержания серебра и вес ~ 1,4 грамма, на оборотной стороне монеты в две строчки написан был номинал монеты, внизу год чеканки славянскими буквами, на лицевой стороне был изображён двуглавый орёл, по канту на обеих сторонах монеты располагался декоративный рисунок. Монета чеканилась по 1704 год. В 1713 году чеканка пятикопеечных монет, уже под номиналом 5 копеек, возобновилась на два года, от монет выпущенных в 1701—1704 годах она отличалась более низким содержанием серебра (380 проба) при этом вес монеты увеличен был в два раза. Дата монеты обозначалась арабскими цифрами и при этом дублировалась в верхней части оборотной стороны пятью точками или палочками. Декоративный рисунок по канту отсутствовал.
При Елизавете Петровне в 1755 году чеканка серебряных пятикопеечников была вновь возобновлена, монета чеканилась из серебра 770 пробы и имела вес 1,21 грамма, чеканка монеты продолжалась по 1763 год. В следующий раз чеканка серебряных пятикопеечников была возобновлена при Павле I в 1797 году и не прекращалась вплоть до Октябрьской революции.

#### Чеканка из меди
Первоначально монета чеканилась по 40 рублей из пуда меди, стоившего всего 10 рублей и, следовательно, была монетой кредитной ценности с самого её учреждения. Высокий принудительный курс, по которому пятикопеечник обращался, вызвал тогда же сильную подделку его поляками.
При Екатерине I и Петре II пятикопеечники выбивались по прежнему расчету. При Елизавете лёгкие пятикопеечники были перечеканены в 1744 г. в 4 коп., в 1745 г. в 3 коп., в 1746 г. в 2 коп. и 1754 г. в 1 коп.; последняя перечеканка производилась по расчёту 8 руб. за пуд меди в монете. По указу от 14 января 1758 г. опять приступили было к выпуску пятикопеечника на 16 руб. из пуда меди.
Пётр III указом 17 января 1762 года повелел пятикопеечник перечеканить в десятикопеечники и впредь выбивать их на 32 руб. из пуда меди. Указом 20 декабря 1762 года восстановлен выпуск пятикопеечников по 16 руб. из пуда. По этому расчету пятаки чеканились до 1810 г., в котором их выпуск был прекращен совсем и возобновился только в 1830 г., по указу от 1 июня. Тогда эту монету стали выбивать на 36 руб. из пуда.
По указу от 7 февраля 1849 года был введён пятикопеечник весом в 6 золотников (32 руб. из пуда меди), а при Александре II (21 марта 1867 года) — весом в 3 золотника 80,640 долей (50 руб. из пуда меди). Чеканимые по закону 17 декабря 1885 года пятикопеечники имели в диаметре 1 дюйм 26 точек и выбивались на 50 руб. из пуда меди на частном монетном дворе в Бирмингеме, в Англии.

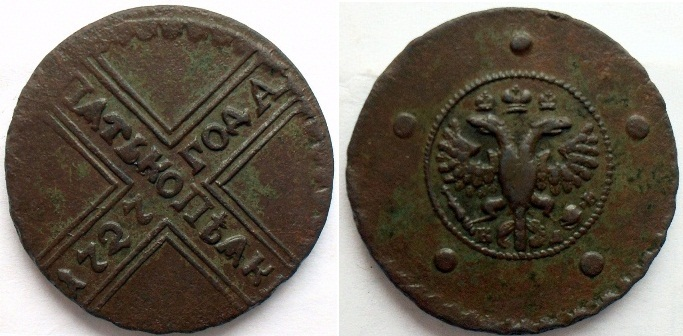
5 копеек 1727 года, Красный монетный двор.
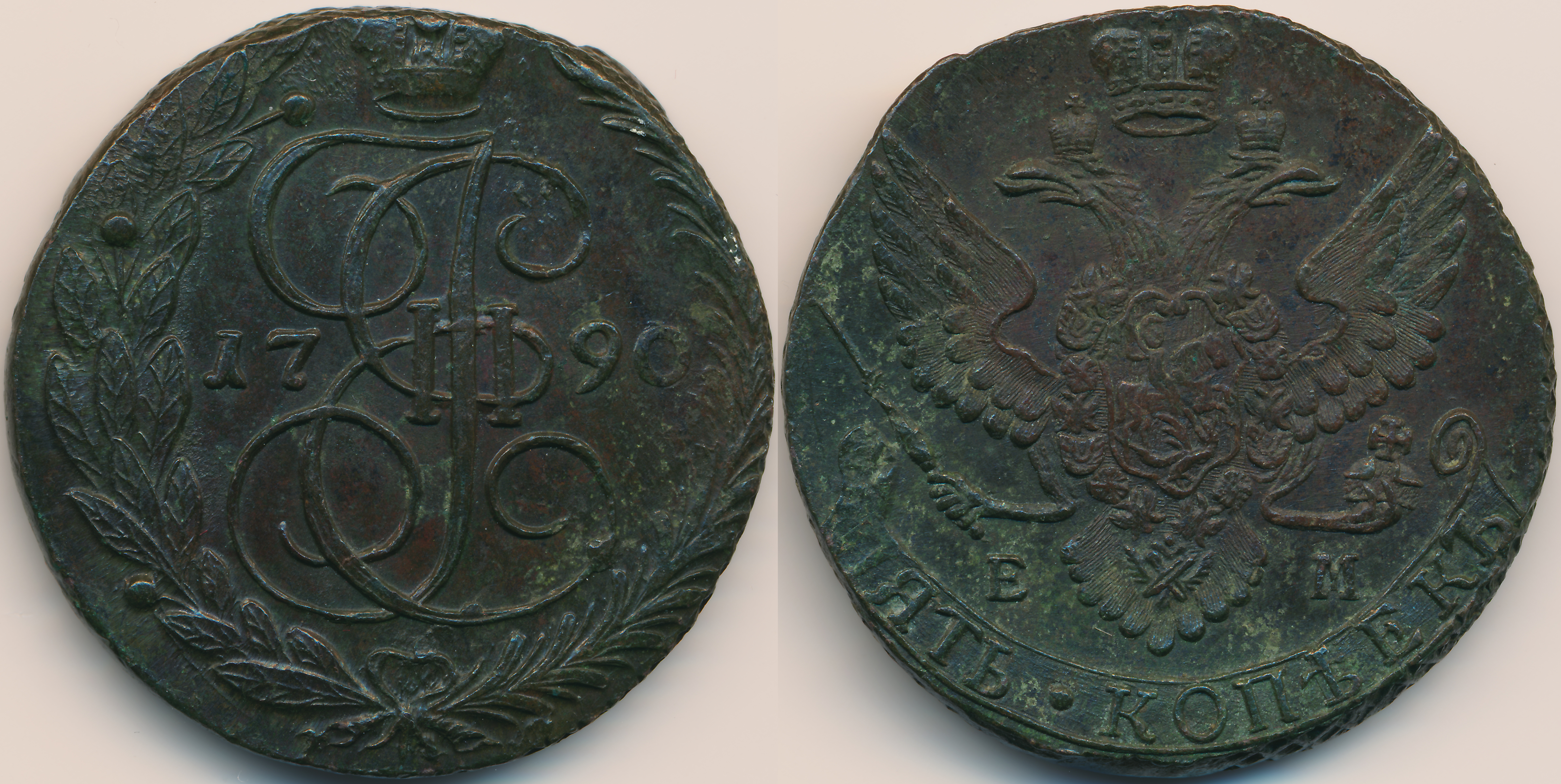
5 копеек 1790 года, (медь, вес 50-51 г., диаметр 40-42 мм). Монета чеканилась с 1762 по 1796 год.

#### Самый тяжёлый пятак

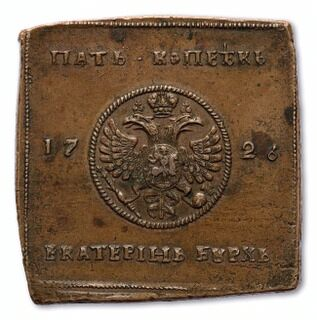
5 копеек 1726 года

Самая крупная по весу пятикопеечная монета — 5 копеек Екатерины I, чеканки 1726 года весом 81,9 грамма, изготовленная на Екатеринбургском платовом дворе в виде медной квадратной платы размером 45×45 мм.

### Послереволюционное время
Монеты достоинством в 5 копеек стали чеканить в 1924 году из меди;
затем с 1926 года по 1957 год выпускались монеты из алюминиевой бронзы;
с 1961 по 1991 год выпускались монеты из латуни.
Со временем существенно менялся только рисунок герба СССР, где изменялось количество перевязей на снопах пшеницы, их максимальное количество доходило до 16, по количеству союзных республик.
В 1961—1991 годах монета являлась единственным способом оплаты проезда в метрополитенах стран бывшего СССР.
В Российской Федерации после деноминации 1998 года возобновлен чекан 5-копеечных монет из стали с мельхиоровым покрытием.

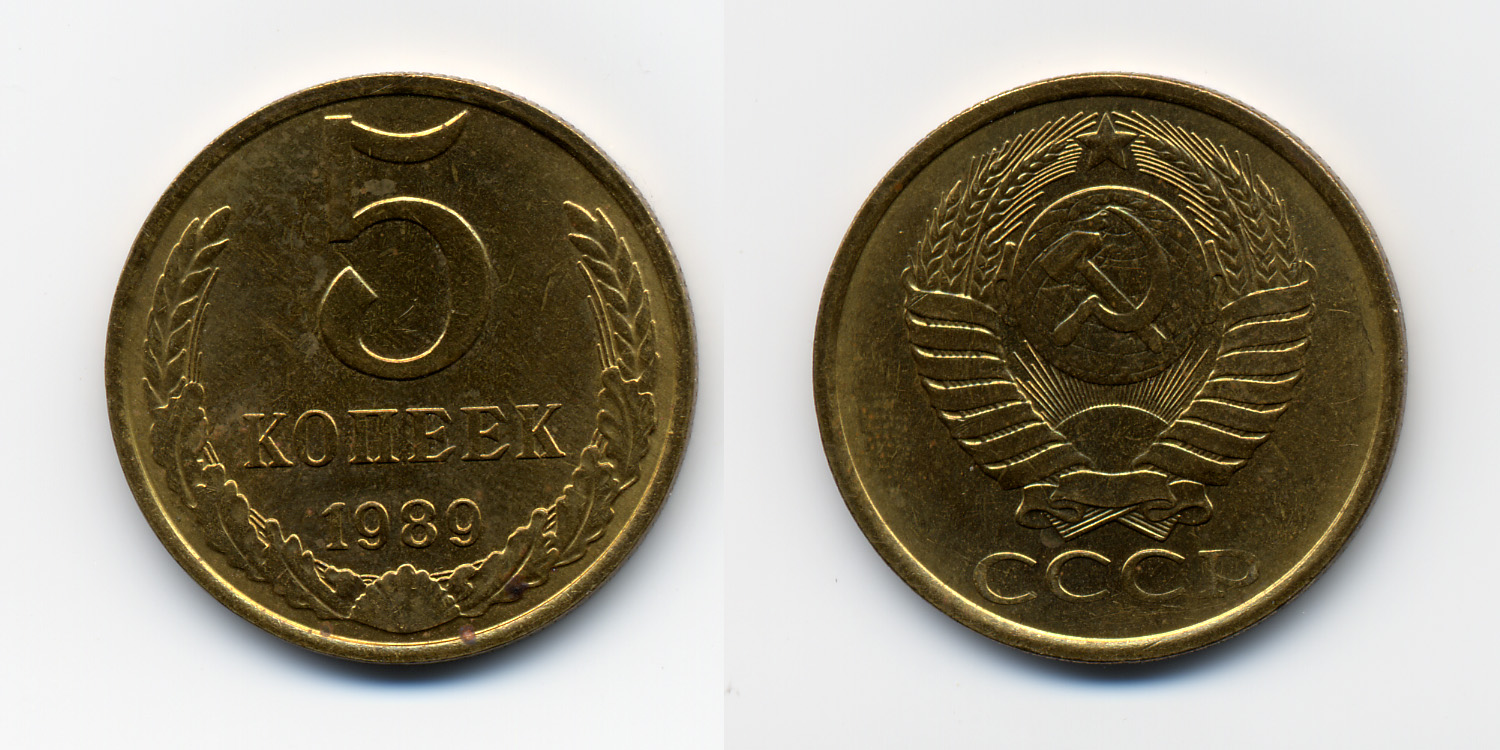
Пять копеек СССР, 1989
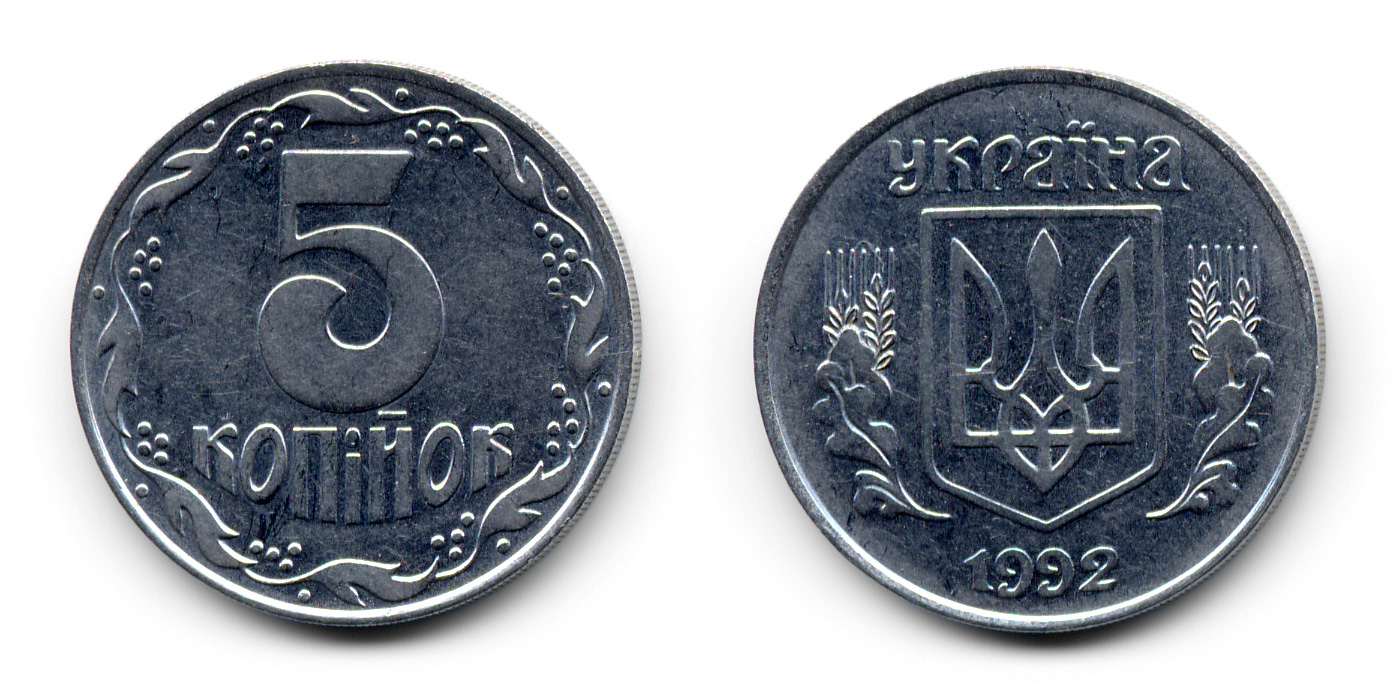
Пять копеек Украины, 1992 (нержавеющая сталь)
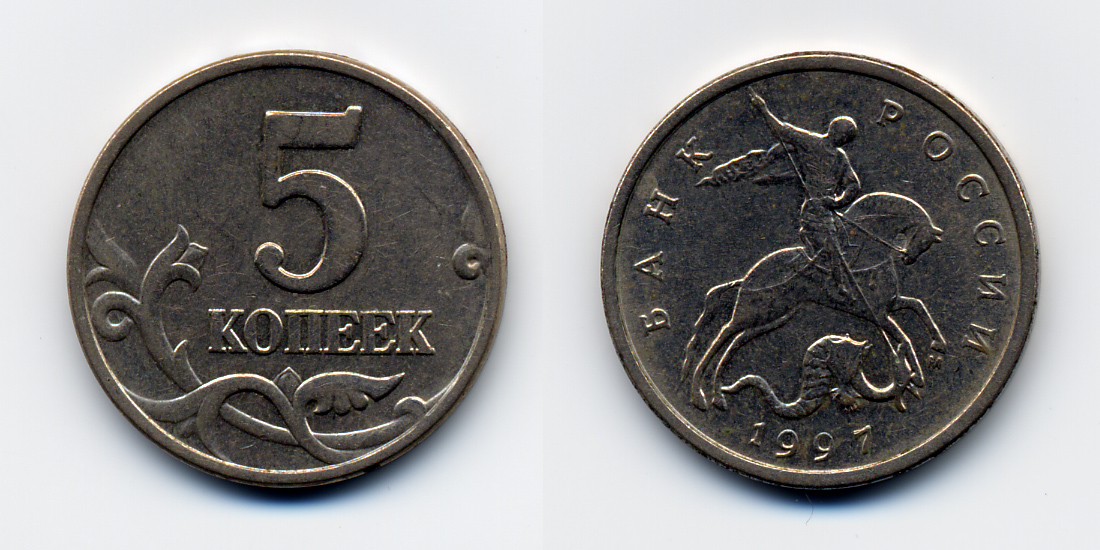
5 копеек России, 1997

## Памятник пятаку

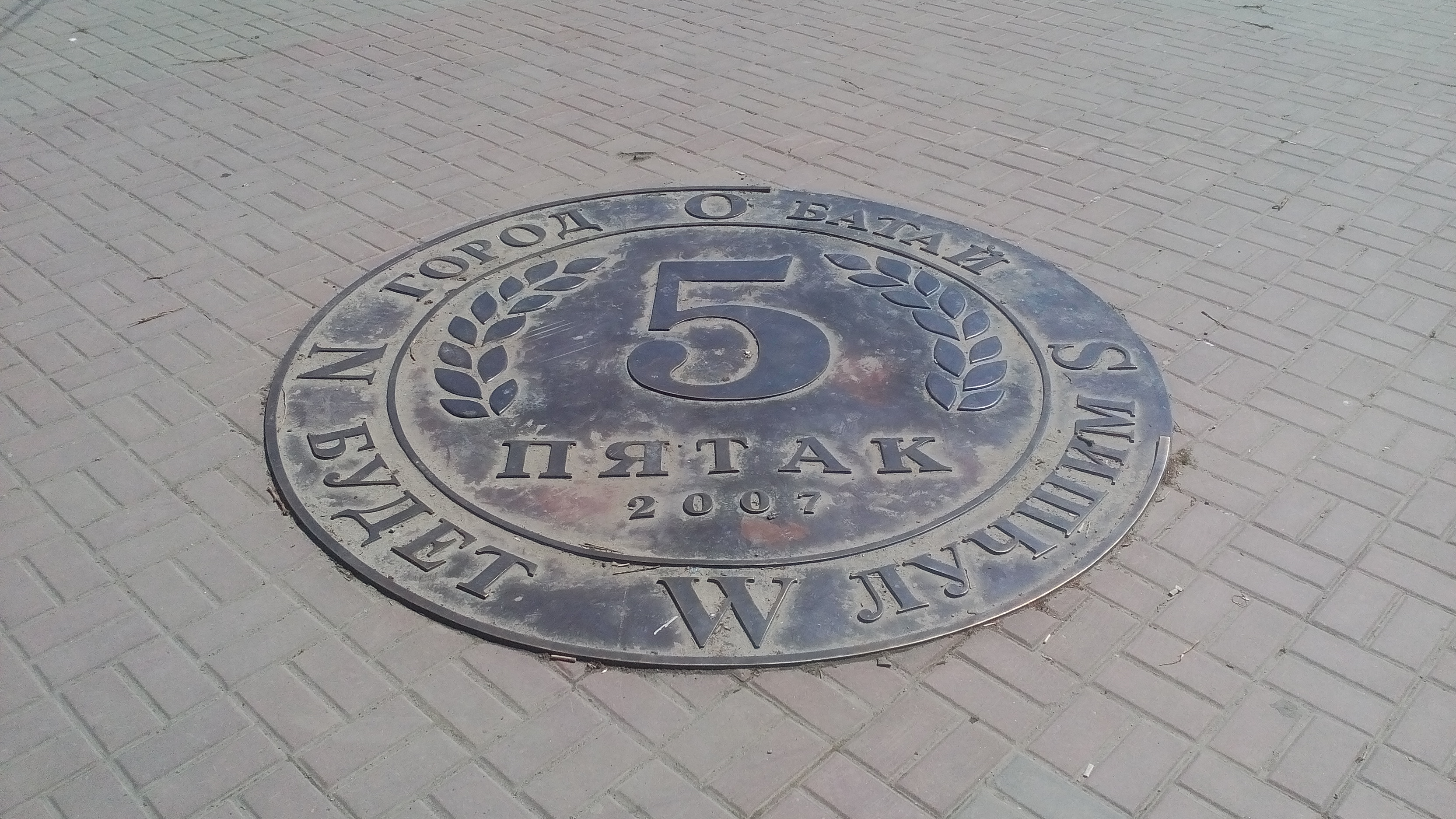
Батайский «Пятак»

Мэр Нижнего Новгорода Вадим Булавинов 30 ноября 2007 года открыл памятник пятикопеечной монете.
Изготовленный из чугуна и окрашенный специальным составом под бронзу памятный знак «Пятак» в виде монеты диаметром 1,2 м без обозначения монетного двора, вмонтирован в покрытие брусчатки на площади в центре Сормова между домами 166 и 168 по улице Коминтерна. Это место у местных жителей называется «Сормовский пятачок». За основу художественного оформления памятного знака взят пятак эпохи царствования Николая II. На нём размещена и надпись, сообщающая о дате и месте установки памятника. Нижегородский памятник пятаку был изготовлен в Санкт-Петербурге. Проектом предусмотрен фундамент выдерживающий заезд и выезд уборочной техники, а также антивандальная защита.
Памятный знак «Пятак» в виде монеты имеется также на улице Кирова в городе Батайске.

## Использование в речи
«Мои пять копеек», «вставить пять копеек» — фразеологизм, означающий небольшое дополнение к чему-либо.
«Глаза, как пять копеек» — выражение, означающее широко раскрытые от удивления глаза, аллегорически сравниваемые с монетой в пять копеек времён СССР.

## Галерея

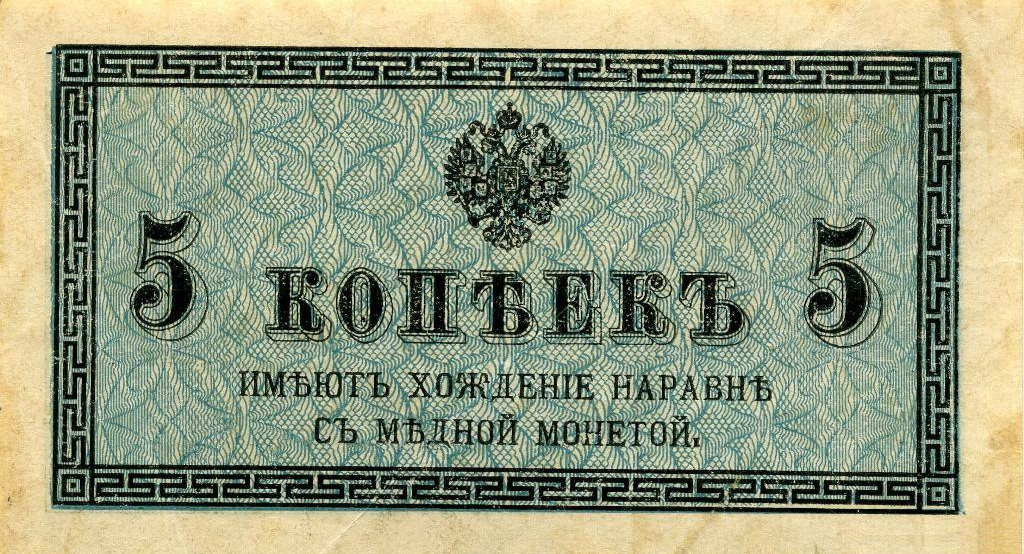
Денежный знак 5 копеек Николая II 1915 (аверс)
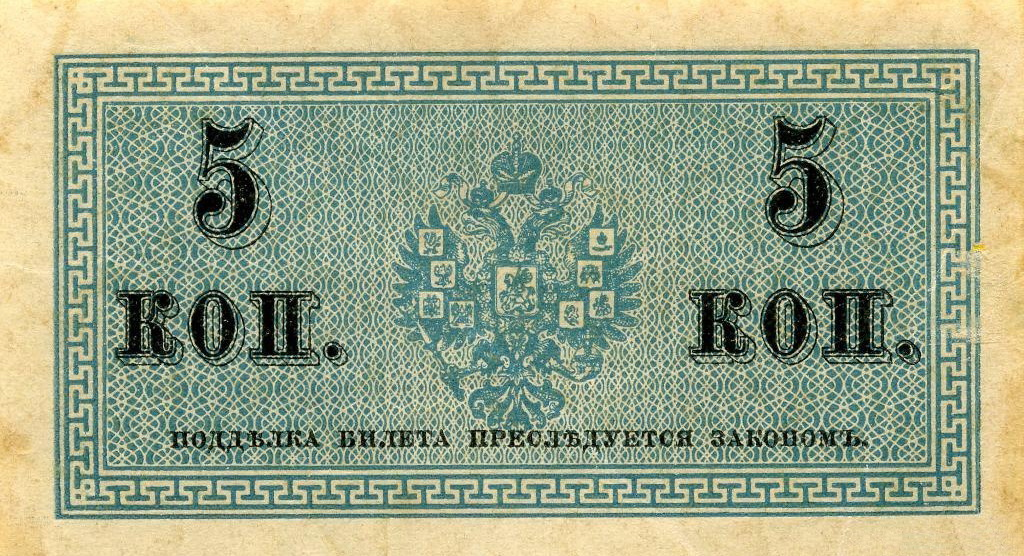
Денежный знак 5 копеек Николая II 1915 (реверс)
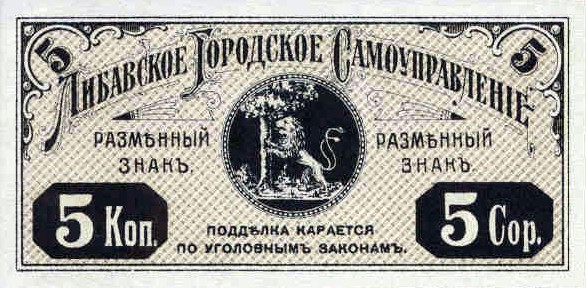
Разменный знак 5 копеек города Либава, 1915
Разменный знак 5 копеек. Латвия, 1920
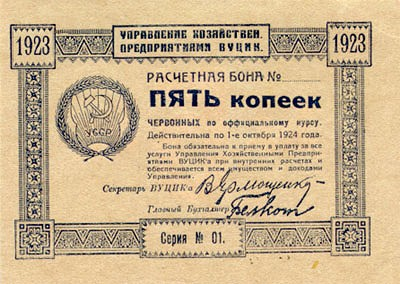
Бона ВУЦИКа 5 копеек золотом 1923 (аверс и реверс)
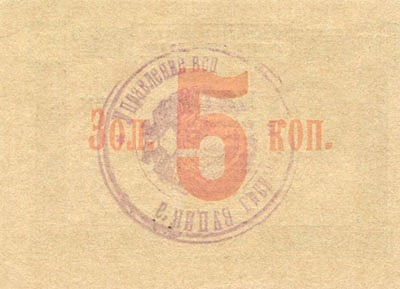
Чек 5 копеек для круизных судов. СССР, 1985
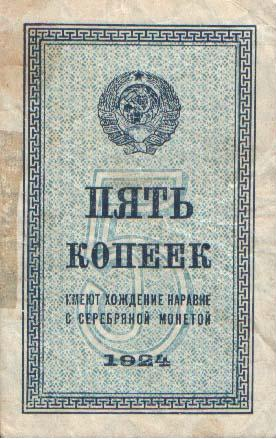
Денежный знак 5 копеек 1924 (аверс)
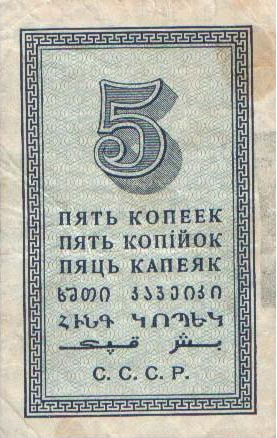
Денежный знак 5 копеек 1924 (реверс)
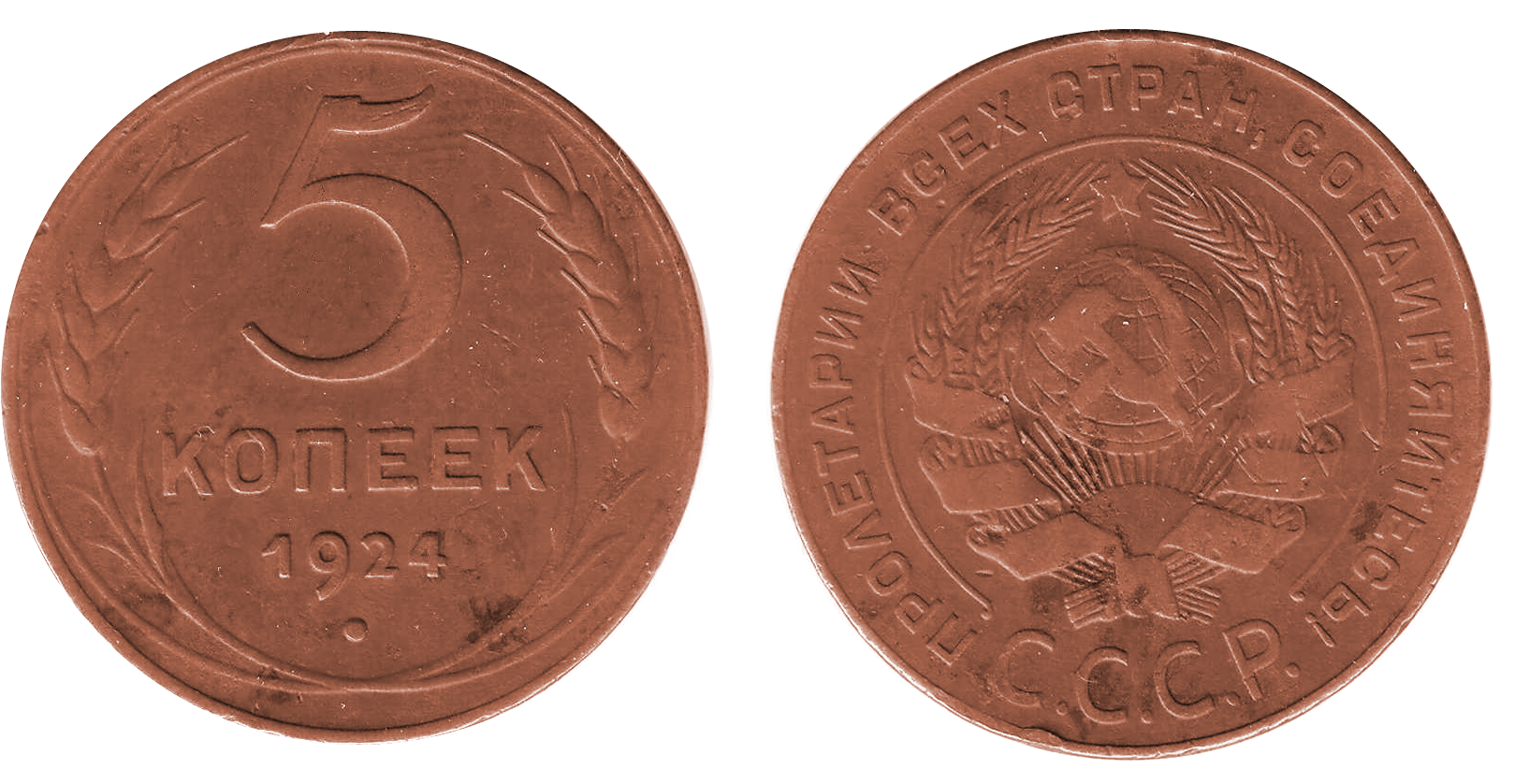
5 копеек образца 1924
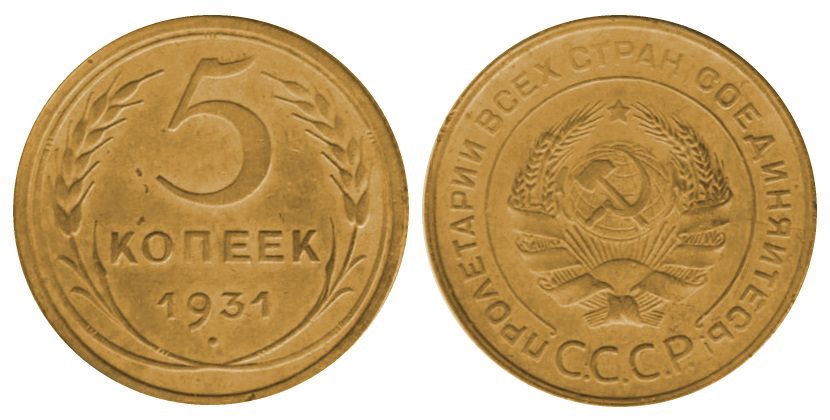
5 копеек образца 1926—1935
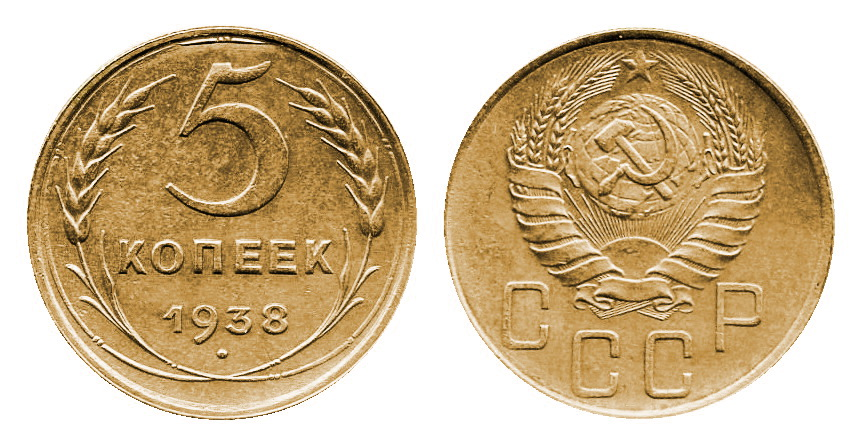
5 копеек образца 1937
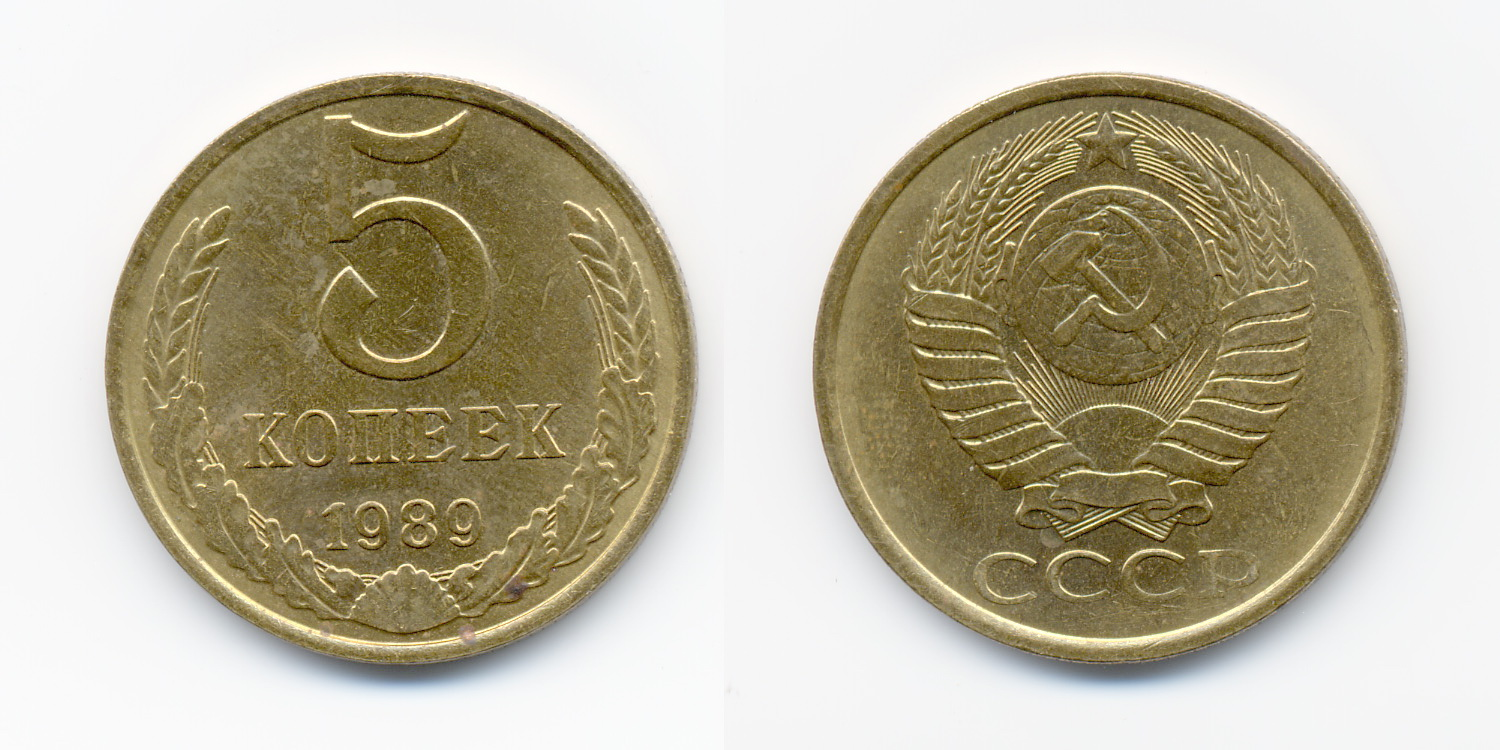
5 копеек образца 1961
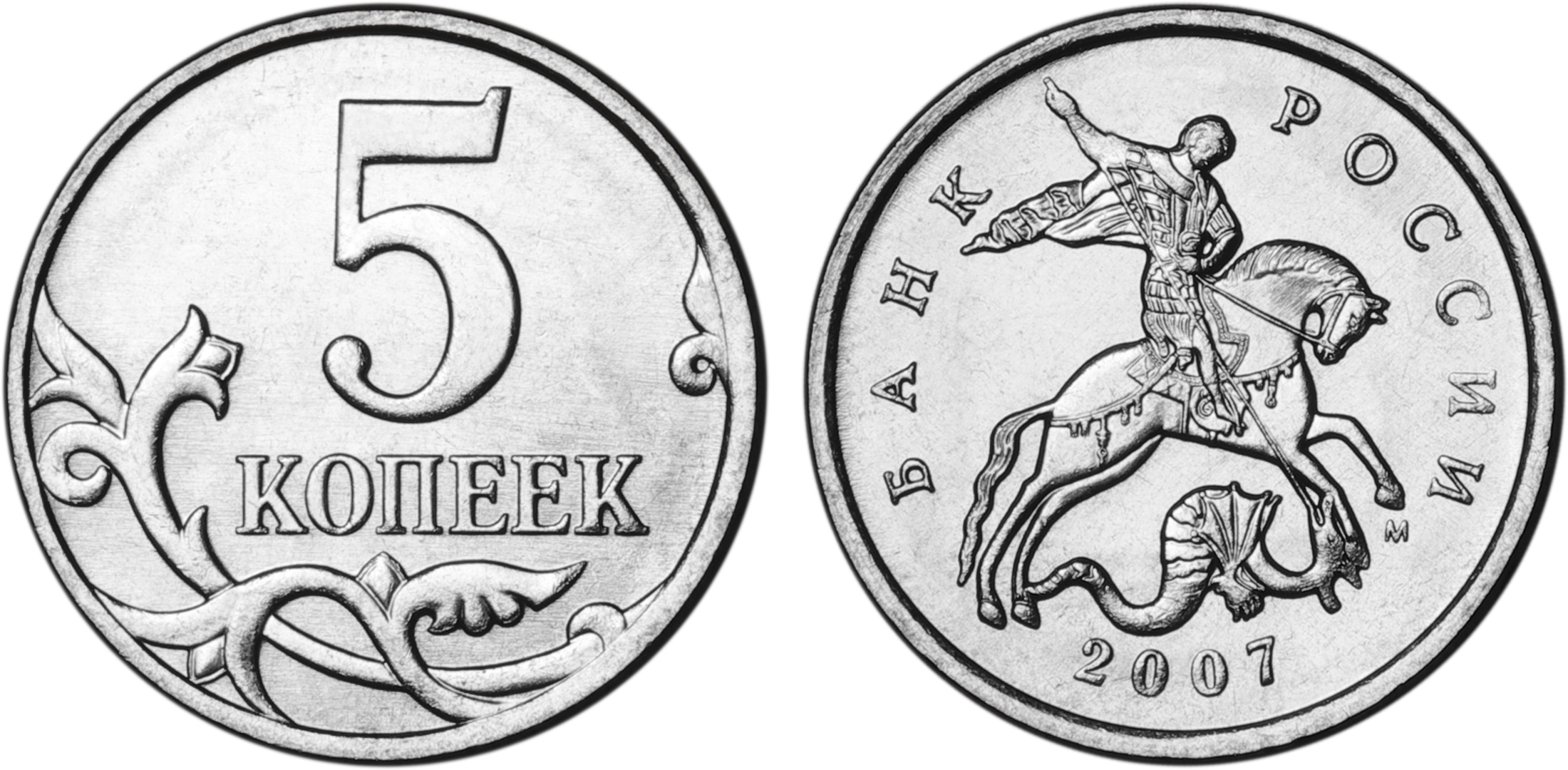
5 копеек образца 1997
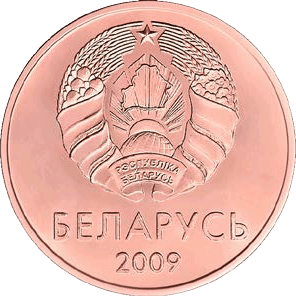
5 копеек образца 2009 (аверс)
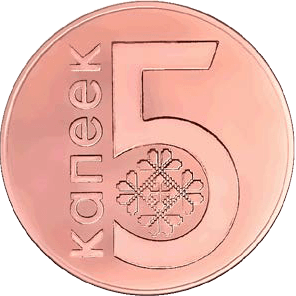
5 копеек образца 2009 (реверс)